# فاسيليكي ثانو-كريستوفيلو
فاسيليكي ثانو-كريستوفيلو (باليونانية: Βασιλική Θάνου-Χριστοφίλου)‏ (ولدت في 1950) وتعرف أيضا ب فاسيليكي ثانو كانت قاضية يونانية وبصفة مؤقتة رئيس وزراء اليونان منذ 27 أغسطس 2015.
كانت تشغل منصب رئيس محكمة النقض اليونانية واحدة من أهم ثلاث محاكم عليا باليونان منذ 1 يوليو 2015 وحاليا هي القاضي الاقدم باليونان.